# Marsilea fimbriata
Marsilea fimbriata är en klöverbräkenväxtart som beskrevs av Julius Schumann. Marsilea fimbriata ingår i släktet Marsilea och familjen Marsileaceae. Inga underarter finns listade.